# Rivne (Kóvel)
Rivne (ucraniano: Рі́вне; polaco: Równo) es un municipio rural y pueblo de Ucrania perteneciente al raión de Kóvel de la óblast de Volinia.
En 2018 el municipio tenía una población de 5620 habitantes, de los que unos ochocientos vivían en la capital municipal y el resto repartidos en dieciséis pedanías. El municipio fue fundado en 2017 mediante la fusión de los consejos rurales de Rivne, Hushcha, Zabuzhia, Polapy y Stolynski Smoliary. Además de estos cinco pueblos, pertenecen al actual municipio otros doce: Borové, Starovóitove, Vyshnivka, Mylován, Pidlisia, Verbivka, Lokutký, Novouhruzke, Sókil, Búdnyky, Horojóvyshche y Rohoví Smoliary.
Se ubica unos 15 km al oeste de Liúboml, junto a la frontera con Polonia marcada por el río Bug Occidental.

## Historia
Se conoce la existencia del pueblo en documentos desde 1510. En el Imperio ruso pertenecía a la vólost de Hushcha en el uyezd de Volodímir de la gobernación de Volinia. Antes de la fundación del actual municipio en 2017, Rivne era sede de un consejo rural en el raión de Liúboml, que únicamente incluía como pedanías a Borové y Starovóitove.